# Eau distillée

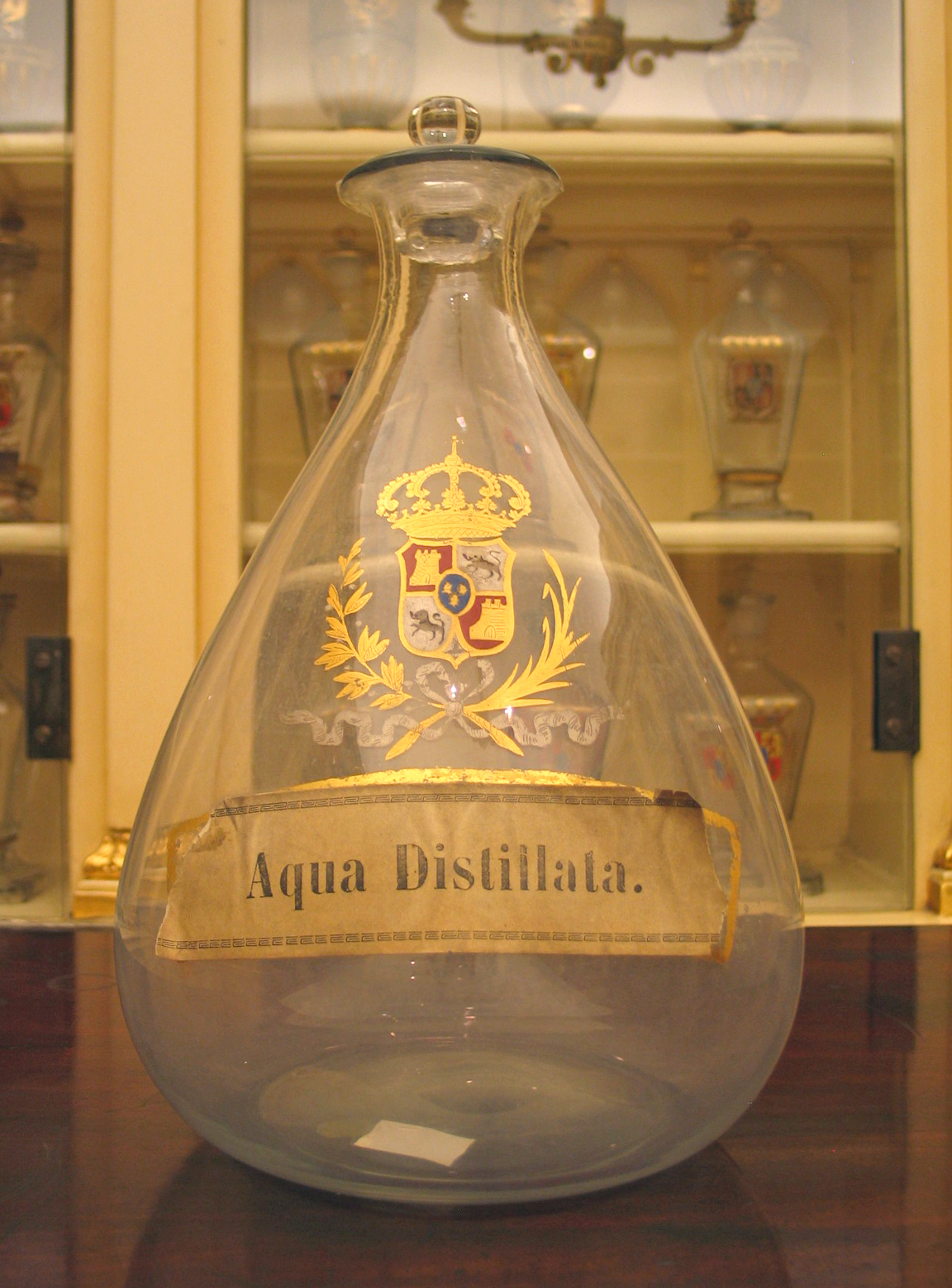
Bouteille de la pharmacie royale de Madrid.

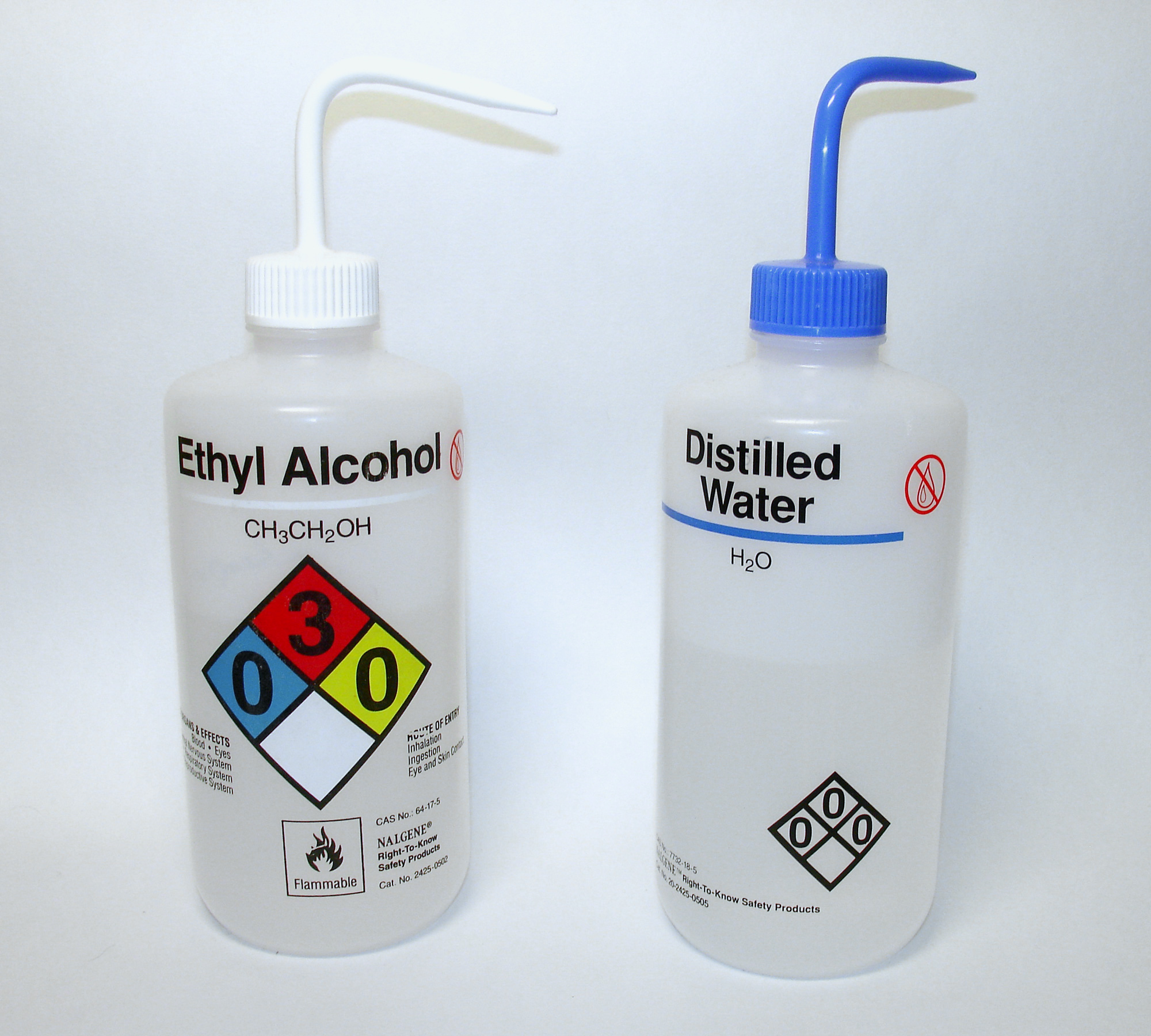
Pissette d'eau distillée (à droite).

Le terme eau distillée est un terme générique recouvrant plusieurs méthodes de purification de l'eau qui contient généralement :
- des gaz dissous ;
- des sels minéraux ;
- des composés organiques ;
- des composés biologiques (bactéries, virus, etc.).

La différence de préparation doit être faite selon le contexte. L'eau distillée gèle à 0 °C comme l'eau du robinet.

## Eau  distillée
L'eau distillée est une eau purifiée,, préparée par distillation, d'eau potable. Le procédé permet de retirer en quasi-totalité, selon la qualité de celui-ci, sels minéraux et organismes que l'on pourrait retrouver dans l'eau de source ou l'eau du robinet.
Elle est d'ordinaire considérée comme de l'eau pure, bien que ce ne soit pas le cas. En effet, même si en principe, la température d'évaporation peut laisser imaginer une séparation nette entre la phase liquide et la phase gazeuse des corps, le diagramme des phases permet toujours la présence d'une phase gazeuse, même en dessous de la température d'évaporation (voir aussi pression de vapeur). De plus, l'agitation moléculaire engendrée pour forcer l'évaporation est toujours susceptible d'emporter avec elle des impuretés légères qui vont contaminer le distillat et sans précautions particulières, des gaz atmosphériques vont rapidement s'y dissoudre à nouveau. On peut éventuellement procéder à plusieurs distillations successives afin d'améliorer certains aspects du traitement. 
Le pH de l'eau distillée est théoriquement de 7, cependant, il est extrêmement instable car l'ajout de très faibles quantité d'ions peut le changer de façon importante. Pour cette raison, laissé à l'air libre et à température ambiante, le pH de l'eau distillée est d'environ 5,4 car du CO2 s'y dissout et se combine avec l'eau pour former de l'acide carbonique (CO2 (aq) + H2O(l)  {\displaystyle \rightleftharpoons }  H2CO3 (aq)). Les autres gaz atmosphériques conservent leur forme usuelle.
La conductivité électrique de l'eau distillée est proche de celle de l'eau pure : quasiment nulle.

## Autres types d'eau purifiée

### Eau osmosée
L'eau osmosée est une eau qui a subi un filtrage mécanique, en forçant son passage à travers une membrane dont les pores ne laissent passer que les molécules de taille inférieure à une certaine limite. Si on laisse des solutions aqueuses avec des puretés différentes des deux côtés d'une membrane osmotique, l'eau va tendre à migrer du côté où elle est la moins pure pour équilibrer les concentrations. Cette pression dite pression osmotique peut être très importante (plusieurs dizaines de bars) et doit être compensée par une surpression pour forcer l'eau à migrer du côté pur. De plus, l'augmentation de la concentration des impuretés du côté impur, augmente la différence de pression à compenser et fait que l'eau non purifiée doit être renouvelée et qu'une quantité importante d'eau dans laquelle les impuretés ont été concentrées doit être rejetée et remplacée. La molécule d'eau étant une des plus petites molécules existantes, le niveau de pureté d'une eau osmosée peut atteindre une qualité équivalente à celle d'une eau distillée pour un coût généralement moindre.

### Eau déminéralisée ou déionisée
Dans toute une série d'applications on a besoin d'une eau qui ne contienne pas d'impuretés ionisées qui vont influencer son comportement électrique (dans une batterie au plomb, par exemple) ou peuvent laisser des dépôts importants si l'eau est évaporée (p.e. dans un fer à repasser). On trouve dans le commerce des eaux dites déminéralisées qui peuvent néanmoins contenir des résidus non polaires tels que des impuretés organiques ou des bactéries. Il est très commun de parler d'eau distillée dans ce cas de figure mais cette utilisation est impropre.

### Eau adoucie
Dans un certain nombre de cas où l'eau n'a pas besoin d'être pure, mais où les impuretés de l'eau sont susceptibles de former des précipités, il peut être est intéressant d'éliminer autant que possible les cations bivalents (possédant deux charges positives, généralement calcium ou magnésium). On utilise alors des méthodes d'échange d'ions pour remplacer ces cations par des ions sodium ou potassium qui sont, eux, monovalents et précipitent moins facilement.

### Eau milli-Q
L'eau appelée milli-Q (marque déposée par la société Millipore Corporation) est une eau purifiée par un système de filtres/résines/membranes et dont la résistivité est de 18,2 MΩ·cm, c'est-à-dire la même que l'eau ultra-purifiée contenant des gaz mono-atomiques (hélium, néon, xénon, etc.). Cette eau est par exemple utilisée en biologie et en biochimie de façon à pouvoir contrôler exactement la concentration des ions présents qui sont rajoutés à cette eau « pure ».